# Herrschaft Kriebstein
Die Herrschaft Kriebstein war eine territoriale Verwaltungseinheit im Kurfürstentum Sachsen. Sie gehörte seit 1588 zum Amt Rochlitz, blieb aber im Besitz verschiedener Adelsgeschlechter.

## Geographische Lage
Die Herrschaft Kriebstein lag beidseits der Zschopau nördlich von Mittweida im mittelsächsischen Hügelland. Das Gebiet liegt heute im Norden des Landkreises Mittelsachsen.

## Angrenzende Herrschaften
| Kloster Geringswalde | Amt Leisnig und Amt Colditz (Exklave)       |            |
| Amt Rochlitz         | Kompassrose, die auf Nachbargemeinden zeigt | Amt Döbeln |
| Herrschaft Neusorge  | Exklaven: Kreisamt Freiberg, Amt Nossen     | Amt Nossen |

## Geschichte
Die Burg Kriebstein wurde im 14. Jahrhundert von den Herren von Beerwalde erbaut. 1395 wurde die Herrschaft Waldheim durch Friedrich von Schönburg mit der Herrschaft Kriebstein vereinigt.
Der Besitz der Familie von Beerwalde war Lehen des Markgrafen von Meißen und schloss vor 1400 die Städte Waldheim und Hartha ein. Um 1407 war Dietrich von Beerwalde, Hofmeister des Landgrafen Balthasar, Lehnsherr auf Kriebstein. Er baute die Burg Kriebstein zum Wohnsitz der Familie aus. Die Burg Waldheim wurde ein Kloster der Augustinermönche, welches bis zur Auflösung infolge der Reformation im Jahr 1549 bestand.
Nach dem Tod Dietrichs im Jahr 1408 fiel die Herrschaft Kriebstein an seine Witwe Elisabeth und nach deren Tod an die Tochter Klara als Leibgedinge. 1465 wurden Burg und Herrschaft Kriebstein durch Hugold III. von Schleinitz, dem Obermarschall von Kurfürst Ernst und Herzog Albrecht erworben. Nach dem Tod Hugold von Schleinitz’ im Jahr 1490, folgten häufige Besitzerwechsel.
1529 übernahm Ernst von Schönburg Schloss und Amt Kriebstein pachtweise. An die Stelle des Pachtvertrags trat zwei Jahre später ein Kaufvertrag. 1537 kaufte der sächsisch-albertinische Herzog Georg der Bärtige die Herrschaft und Burg Kriebstein zurück und überwies es zusammen mit dem Amt Rochlitz der Witwe seines am 11. Januar 1537 verstorbenen älteren Sohnes Johann, der Herzogin Elisabeth, geborene Landgräfin zu Hessen, die nach ihrem Witwensitz, von da ab gewöhnlich als Herzogin Elisabeth von Rochlitz bezeichnet wird. In ihrem Gebiet gestattete Elisabeth seit 1537 die lutherische Lehre, als ihr Schwiegervater im übrigen albertinischen Herzogtum Sachsen noch streng am Katholizismus festhielt. Im Jahr 1543 beauftragte der Herzog seinen Beamten Wolf von Schönberg, mit Elisabeth über die baldige Abtretung Kriebsteins zu verhandeln. Die Verhandlungen führten zum Erfolg. Elisabeth erhielt die thüringischen Ämter Dornburg und Camburg und verzichtete auf Kriebstein. 
Herzog Moritz verkaufte im gleichen Jahr das zum säkularisierten Kloster Döbeln gehörige Vorwerk und Dorf Grünberg nebst Höckendorf, Meinsberg und Moosheim samt dem Nonnenwalde an Georg von Carlowitz (1544–1550), den neuen Besitzer der Herrschaft Kriebstein. 
Unter Carlowitz erreichte die Herrschaft Kriebstein mit 33 Dörfern und den beiden Städten Waldheim und Hartha ihre größte territoriale Ausdehnung. Nach dem Tod Georg von Carlowitz (1550) erfolgte 1561 die Teilung der Herrschaft unter dessen Söhne. Es entstanden u. a. die Herrschaft Ehrenberg und die Herrschaft Waldheim. 1588 erwarb der sächsische Kurfürst Christian I. die Carlowitzschen Besitzungen der ehemaligen Herrschaft Kriebstein und integrierte sie ins Amt Rochlitz.
Im 17. Jahrhundert gehörte die Burg Kriebstein der Familie von Schönberg und danach den Herren von Milkau. Im Jahr 1825 erwarb Hanscarl von Arnim aus dem Hause Planitz bei Zwickau die Burg Kriebstein, welche dann bis zur Enteignung im Jahr 1945 im Besitz der Familie von Arnim verblieb.

## Orte der Herrschaft Kriebstein
Burgen
- Burg Kriebstein

Städte
- Hartha
- Waldheim

Dörfer
| - Arras - Beerwalde - Ehrenberg - Erlau (Kriebsteiner Anteil) - Erlebach - Gebersbach (Kriebsteiner Anteil) - Gilsberg - Grünberg - Heiligenborn - Höckendorf | - Höfchen - Holzhausen - Kaiserburg - Knobelsdorf (Kriebsteiner Anteil) - Kriebethal - Lichtenberg (anteilig) - Massanei - Meinsberg - Neudörfchen (Erlau) - Neuhausen | - Neumilkau - Neuschönberg - Niedercrossen - Obercrossen - Oberrauschenthal - Reichenbach - Reinhardtsthal (Ende des 18. Jh. angelegt) - Reinsdorf - Richzenhain - Saalbach | - Schönberg - Schweikershain - Steina - Storlwald - Tanneberg - Unterrauschenthal - Vierhäuser |

Exklaven
- Moosheim (Exklave im Amt Nossen)
- Pischwitz (Exklave im Amt Leisnig)